# Waldemar Graczyk
Waldemar Graczyk (ur. 26 maja 1964 w Otoczni) – polski duchowny rzymskokatolicki, historyk, profesor nauk humanistycznych, profesor Uniwersytetu Kardynała Stefana Wyszyńskiego w Warszawie.

## Życiorys
W 1990 ukończył studia na Akademii Teologii Katolickiej w Warszawie. Doktoryzował się w 1997 na Katolickim Uniwersytecie Lubelskim na podstawie rozprawy zatytułowanej: Paweł Giżycki – biskup płocki (1439–1463), której promotorem był ks. dr hab. Anzelm Weiss. Stopień naukowy doktora habilitowanego uzyskał w 2005 na Uniwersytecie Kardynała Stefana Wyszyńskiego w Warszawie w oparciu o pracę pt. Stanisław Łubieński, pasterz, polityk i pisarz (1574–1640). Tytuł profesora nauk humanistycznych otrzymał 7 sierpnia 2012.
Jako nauczyciel akademicki związany z Uniwersytetem Kardynała Stefana Wyszyńskiego w Warszawie, na którym doszedł do stanowiska profesora. W kadencji 2008–2012 był prodziekanem Wydziału Nauk Historycznych i Społecznych. W latach 2012–2019 pełnił funkcję dyrektora Instytutu Nauk Historycznych. W 2019, po reorganizacji uczelni, został dziekanem Wydziału Nauk Historycznych. W 2020 utrzymał stanowisko na kadencję 2020–2024.
Specjalizuje się w historii Kościoła katolickiego. Opublikował ok. 280 prac, w tym ponad 130 artykułów naukowych. Członek Polskiego Towarzystwa Historycznego, Towarzystwa Naukowego Płockiego i Komitetu Nauk Historycznych PAN.
W 2016 został odznaczony Złotym Krzyżem Zasługi. Otrzymał też Medal Komisji Edukacji Narodowej.